# 巴基斯坦国旗
巴基斯坦国旗呈长方形，长与宽之比为3∶2。左侧是白色竖长方形，宽度占整个旗面的1/4；右侧为深绿色长方形，中央有一颗白色五角星和一弯白色新月。白色象征和平，代表国内信奉印度教、佛教、基督教、祆教的居民和其他少数民族；绿色象征繁荣，还代表伊斯兰教。新月象征进步，五角星象征光明；新月和五角星还象征对伊斯兰教的信仰。

## 其他旗帜

### 中央政府
- 巴基斯坦总统旗帜
- 巴基斯坦统帅旗帜
(1956-1967)
- 巴基斯坦统帅旗帜
(1974-1998)
- 巴基斯坦三军检阅旗
- 巴基斯坦总理旗帜
- 巴基斯坦陆军旗帜
- 巴基斯坦海军旗帜
- 海军司令旗
- 民船旗
- 巴基斯坦民船旗
（1956-1958）
- 巴基斯坦空军旗帜
- 巴基斯坦民航旗帜
- 巴基斯坦联邦法院沙里亚特旗
- 巴基斯坦最高法院旗帜

### 地方区域
- 阿扎德克什米尔旗帜
- 吉尔吉特-巴尔蒂斯坦省旗帜吉尔吉特-巴尔蒂斯坦省旗帜
- 俾路支省旗帜
- 旁遮普省旗帜
- 开伯尔-普赫图赫瓦省旗帜
- 信德省旗帜
- 蒙巴顿建议的巴基斯坦国旗
- 伊斯兰堡首都特区的建议旗帜
- 原西北边境省（1956-2017）
- 原联邦直辖部落地区
（1950-2018）